# Касім Барід I
Касім Барід I (помер 1504) — фактичний правитель Бахманідського султанату, вважається засновником і першим султаном Бідарського султанату, хоча це офіційно не було закріплено.

## Життєпис
Походив з одного з тюркських племен. Народився Карабаському беклярбекстві, що належало Сефівідській державі. Оскільки був сунітом, то вимушен був залишити шиїтську Персію, перебравшись до Бахманідського султанату. Він вступив на службу до султана Мухаммада-шаха III. Розпочав службу з невеличкої посади сарнаубата, зрештою зробив гарну кар'єру.
Був призначений котвалом (цивільним головою) столиці султанату — Бідар. 1486 року Касім очолив одне з перших повстань та розгромив армію, надіслану султаном Махмуд-шаха, щоб приборкати його. Проте 8 листопада 1487 року допомігс ултану придушити заколот в столиці, після чого Касім отримав посаду барід-уль-мумаліка (на кшталт військового міністра). Звідси став зватися Касім Барідом, а його рід в подальшому відомий як Барід-шахи. Махмуд-шах поринув урозваги, незвертаючи ні нащо уваги. Це дозволило Касім Барід перебрати усю владу.
Тарафи Джуннара, Біджапура і Берара відмовилися визнати владу Касіма Баріда і проголосили незалежність, прийнявши титул султана. 1492 року Касім Барід повстав, змусивши султана призначити себе вакілем (першим міністром). 1495 року утворився Голкондський султанат. В результаті бахманідський султанат зменшився до невеличкої держави. Цим скористалися Віджаянагарська імперія, що атакувала рештки Бахманідського султанату та Гуджаратський султанат, що захопив все західне узбережжя між Гоа і Дабулом і більшу частину південної Махараштри. Касім Барід намагався приборкати Малік Ахмада, султана Ахмеднагару, й Кулі Кутб-аль-Мулька, султана Голконди, та повернути втрачене узбережжя, втім марно. У 1496 році Дастур Динар, тараф Гульбарги, Аланду і Гангаваті, також став незалежним. У серпні 1497 року столиця султанату — Бідар — було взято в облогу військами Кулі Кутб-аль-Мулька й Малік Ахмада, втім Касім Барід зумів відбити наступ.
Касім Барід помер у 1504 році, наступником на посаді вакіля став його син Амір Барід.